# Gabriel Carabajal
Horacio Gabriel Carabajal (Córdoba, Argentina; 9 de diciembre de 1991) es un futbolista argentino. Juega como mediocampista por izquierda y su primer equipo fue Patriotas Boyacá de Colombia. Actualmente milita en Quilmes de la Primera Nacional.

## Trayectoria

### Inferiores y Patriotas Boyacá
Hizo las inferiores en el club Atlético Central de Río Segundo y luego durante un tiempo disputó la Liga Rosarina: allí lo vieron jugar y le ofrecieron probar suerte en el fútbol colombiano. Es por esto que en 2009 dejó Argentina para sumarse a Patriotas Boyacá, equipo que militaba en la Primera B, donde hizo su debut como profesional con apenas 17 años. En total jugó 16 encuentros y marcó 1 gol.

### Talleres de Córdoba
Al volver de Colombia, decidió dejar el fútbol y retomar sus estudios secundarios. Sin embargo, en el año 2011, "Tito" Ocaño (exjugador de Talleres de Córdoba) lo convenció de probarse en el club. Finalmente logró quedar y al poco tiempo realizó la pretemporada con el plantel profesional. Debutó en la Primera del Albiazul el 4 de septiembre de 2011 contra Sportivo Belgrano, club al que le convirtió un gol que le sería vital a Talleres en la lucha por el Undecagonal Final del Torneo Argentino A, donde había vuelto después de casi dos meses lesionado, a entrar al campo y a los pocos minutos marcar un gol cuando moría el partido.
La temporada 2013/14 de Carabajal no fue la mejor de todas, ya que empezó suspendido 3 partidos por faltar 2 veces seguidas al entrenamiento, y hasta estuvo por dejar el fútbol. Después de meses de incomodidad en el club porque no mejoraba su salario, el 21 de agosto firmó un aumento del pago manteniendo su contrato hasta 2017.

### Universidad de San Martín
Gabriel llegó a préstamo con opción a compra a Universidad de San Martín de Porres para encarar la Primera División de Perú; es el último refuerzo extranjero del Club. Se siente muy comprometido con la institución y muy cómodo. Disputó en total 30 partidos y consiguió marcar 1 gol. La cesión de préstamo duró una temporada y regresó a Talleres.

### Godoy Cruz
Luego de volver a Talleres; el Matador lo cede a préstamo a Godoy Cruz de Mendoza para jugar la Primera División de Argentina. La temporada 2016 fue fantástica para Gabriel; persiguió con Godoy Cruz el campeonato y disputaron una lucha cabeza a cabeza con San Lorenzo; finalmente el Club Mendocino no llegar a las finales. Jugó partidos muy importantes a lo largo del campeonato; para destacar el partido frente a River Plate en el Monumental; donde consiguió marcar un gol memorable para la victoria de su equipo 2 a 1.

### San Martín (SJ)
El lunes 17 de julio de 2017 se confirma su llegada a San Martín (SJ) de la primera división del fútbol argentino, a pedido del DT Nestor Gorosito. Cabe destacar que esto generó cierta repercusión ya que San Martín es el clásico rival del equipo mendocino.

## Clubes
- Actualizado al 16 de agosto de 2025

| Club                         | Div.                | Temporada           | Liga | Liga | Copa Nacional | Copa Nacional | Copa Internacional | Copa Internacional | Total | Total |
| Club                         | Div.                | Temporada           | PJ   | G    | PJ            | G             | PJ                 | G                  | PJ    | G     |
| ---------------------------- | ------------------- | ------------------- | ---- | ---- | ------------- | ------------- | ------------------ | ------------------ | ----- | ----- |
| Patriotas Boyacá · Colombia  | 2.ª                 | 2009                | 16   | 1    | -             | -             | -                  | -                  | 16    | 1     |
| Patriotas Boyacá · Colombia  | Total               | Total               | 16   | 1    | -             | -             | -                  | -                  | 16    | 1     |
| Talleres Argentina           | 3.ª                 | 2011/12             | 25   | 3    | 1             | 0             | -                  | -                  | 26    | 3     |
| Talleres Argentina           | 3.ª                 | 2012/13             | 22   | 4    | 4             | 1             | -                  | -                  | 26    | 5     |
| Talleres Argentina           | 2.ª                 | 2013/14             | 27   | 1    | 1             | 1             | -                  | -                  | 28    | 2     |
| Talleres Argentina           | 3.ª                 | 2014                | 14   | 1    | -             | -             | -                  | -                  | 14    | 1     |
| Talleres Argentina           | Total               | Total               | 88   | 9    | 6             | 2             | -                  | -                  | 94    | 11    |
| USMP · Perú                  | 1.ª                 | 2015                | 20   | 0    | 11            | 1             | -                  | -                  | 31    | 1     |
| USMP · Perú                  | Total               | Total               | 20   | 0    | 11            | 1             | -                  | -                  | 31    | 1     |
| Godoy Cruz Argentina         | 1.ª                 | 2016                | 8    | 2    | 1             | 0             | -                  | -                  | 9     | 2     |
| Godoy Cruz Argentina         | 1.ª                 | 2016/17             | 7    | 0    | 0             | 0             | 1                  | 0                  | 8     | 0     |
| Godoy Cruz Argentina         | Total               | Total               | 15   | 2    | 1             | 0             | 1                  | 0                  | 17    | 2     |
| San Martín (SJ) Argentina    | 1.ª                 | 2017/18             | 21   | 2    | 0             | 0             | -                  | -                  | 21    | 2     |
| San Martín (SJ) Argentina    | Total               | Total               | 21   | 2    | 0             | 0             | -                  | -                  | 21    | 2     |
| Patronato Argentina          | 1.ª                 | 2018/19             | 24   | 6    | 2             | 0             | -                  | -                  | 26    | 6     |
| Patronato Argentina          | Total               | Total               | 24   | 6    | 2             | 0             | -                  | -                  | 26    | 6     |
| Unión Argentina              | 1.ª                 | 2019/20             | 16   | 1    | 1             | 0             | 2                  | 1                  | 19    | 2     |
| Unión Argentina              | 1.ª                 | 2020                | -    | -    | 5             | 1             | 4                  | 0                  | 9     | 1     |
| Unión Argentina              | Total               | Total               | 16   | 1    | 6             | 1             | 6                  | 1                  | 28    | 3     |
| Argentinos Juniors Argentina | 1.ª                 | 2021                | 22   | 4    | 13            | 1             | 6                  | 0                  | 41    | 5     |
| Argentinos Juniors Argentina | 1.ª                 | 2022                | 11   | 2    | 18            | 1             | -                  | -                  | 29    | 3     |
| Argentinos Juniors Argentina | Total               | Total               | 33   | 6    | 31            | 2             | 6                  | 0                  | 70    | 8     |
| Santos · Brasil              | 1.ª                 | 2022                | 8    | 1    | -             | -             | -                  | -                  | 8     | 1     |
| Santos · Brasil              | 1.ª                 | 2023                | 3    | 0    | 1             | 0             | -                  | -                  | 4     | 0     |
| Santos · Brasil              | Total               | Total               | 11   | 1    | 1             | 0             | -                  | -                  | 12    | 1     |
| Vasco da Gama · Brasil       | 1.ª                 | 2023                | 6    | 0    | 0             | 0             | -                  | -                  | 6     | 0     |
| Vasco da Gama · Brasil       | Total               | Total               | 6    | 0    | 0             | 0             | -                  | -                  | 6     | 0     |
| Puebla · México              | 1.ª                 | 2023/24             | 15   | 0    | -             | -             | -                  | -                  | 15    | 0     |
| Puebla · México              | Total               | Total               | 15   | 0    | -             | -             | -                  | -                  | 15    | 0     |
| Newell's Argentina           | 1.ª                 | 2024                | 12   | 0    | 1             | 0             | -                  | -                  | 13    | 0     |
| Newell's Argentina           | Total               | Total               | 12   | 0    | 1             | 0             | -                  | -                  | 13    | 0     |
| Sarmiento (J) Argentina      | 1.ª                 | 2025                | 14   | 2    | 1             | 0             | -                  | -                  | 15    | 2     |
| Sarmiento (J) Argentina      | Total               | Total               | 14   | 2    | 1             | 0             | -                  | -                  | 15    | 2     |
| Quilmes Argentina            | 2.ª                 | 2025                | 3    | 1    | -             | -             | -                  | -                  | 3     | 1     |
| Quilmes Argentina            | Total               | Total               | 3    | 1    | -             | -             | -                  | -                  | 3     | 1     |
| Total en su carrera          | Total en su carrera | Total en su carrera | 294  | 31   | 60            | 6             | 13                 | 1                  | 367   | 38    |

## Palmarés

### Campeonatos nacionales
| Título             | Club                | País      | Año  |
| ------------------ | ------------------- | --------- | ---- |
| Torneo Argentino A | Talleres de Córdoba | Argentina | 2013 |